# Fritz Houtermans
Friedrich Georg Houtermans (22 de enero de 1903 - 1 de marzo de 1966) fue un físico nacido en Zoppot (hoy en día Sopot, Polonia) cerca de Danzig (hoy Gdansk, Polonia). Hizo importantes contribuciones a la geoquímica y a la cosmoquímica.
Houtermans se casó con Charlotte Riefenstahl, quien tenía amistad con Robert Oppenheimer cuando eran estudiantes en la ciudad de Gotinga. Charlotte daba clases en la universidad de Vassar.

## Educación
Houtermans comenzó sus estudios en la Universidad de Gotinga en 1921 y obtuvo su doctorado dirigido por James Franck en 1927, el mismo año que Robert Oppenheimer recibió su doctorado dirigido por Max Born. Completó su habilitación con Gustav Hertz en la Universidad Técnica de Berlín en 1932. Hertz y Franck fueron galardonados con el Premio Nobel; compartieron el Premio Nobel de Física de 1925.
Mientras permaneció en Gotinga, Houtermans estuvo en contacto con Enrico Fermi, George Gamow, Werner Heisenberg, Wolfgang Pauli y Victor Frederick Weisskopf. Houtermans y Gamow realizaron un trabajo pionero sobre el efecto túnel cuántico en 1928; y en 1929, efectuó con Robert d'Escourt Atkinson el primer cálculo sobre reacciones termonucleares estelares. Sus cálculos pioneros fueron un impulso para que Carl Friedrich von Weizsäcker y Hans Bethe, en 1939, formulasen la teoría correcta sobre la generación de energía termonuclear estelar.
Charlotte Riefenstahl, que recibió su doctorado en física en la Universidad de Gotinga en 1927, el mismo año que Houtermans y Robert Oppenheimer, fue cortejada por los dos físicos. No tenía ninguna relación con Leni Riefenstahl, la notable cineasta alemana. En 1930, Charlotte dejó su puesto de profesora en el Vassar College y volvió a Alemania. Durante una conferencia de física en el balneario del Mar Negro de Batumi, Riefenstahl y Houtermans se casaron en agosto de 1930, en Tbilisi, con Wolfgang Pauli y Rudolf Peierls como testigos de la ceremonia. (otras tres referencias citan el año como 1931.)

## Carrera
De 1932 a 1933, Houtermans enseñó en la Technische Hochschule de Berlín y fue ayudante de Hertz. Una vez allí, conoció a Patrick Blackett, Max von Laue y Leó Szilárd.
Houtermans era comunista; habiendo sido miembro del partido comunista alemán desde la década de 1920. Después de que Adolf Hitler llegó al poder en 1933, Charlotte Houtermans insistió en que saliesen de Alemania. Se fueron a Gran Bretaña, cerca de Cambridge, donde trabajó para el Laboratorio de Televisión de la EMI (Electrical and Musical Instruments, Ltd.). En 1935 Houtermans emigró a la Unión Soviética, como resultado de una propuesta de Alexander Weissberg, que había emigrado allí en 1931. Houtermans concertó una cita en el Instituto Físico-Técnico de Járkov y trabajó allí durante dos años con el físico ruso Valentin P. Fomin. Durante la Gran Purga efectuada por Stalin, Houtermans fue detenido por la NKVD en diciembre de 1937. Fue torturado y confesó ser un infiltrado trotskista y un espía alemán, temiendo las amenazas contra Charlotte. Sin embargo, Charlotte había escapado ya de la Unión Soviética a Dinamarca, yendo después a Inglaterra y finalmente a los Estados Unidos. Después del pacto Hitler-Stalin de 1939, Houtermans fue entregado a la Gestapo en mayo de 1940 y encarcelado en Berlín. Gracias al empeño de Max von Laue, Houtermans fue liberado en agosto de 1940, empleándose en el Forschungslaboratorium für Elektronenphysik, un laboratorio privado propiedad de Manfred Baron von Ardenne, en Lichterfelde, un suburbio de Berlín. En 1944, Houtermans fue contratado como físico nuclear en el Physikalisch-Technische Reichsanstalt.

Mientras estuvo encarcelado en la Unión Soviética, fue compañero de celda del historiador de la Universidad de Kiev Konstantin Shteppa, quien más tarde escribiría un libro, "La purga rusa y la extracción de la confesión", bajo los seudónimos de Beck y Godin para proteger a sus muchos amigos y colegas que vivían en la URSS.
En el Forschunsinstitut Manfred von Ardenne, Houtermans demostró que los elementos transuránicos, como el neptunio y el plutonio, podrían ser utilizados como combustibles fisionables en sustitución del uranio. Houtermans envió un telegrama desde Suiza a Eugene Wigner del Met Lab advirtiendo a la dirección del Proyecto Manhattan de los progresos de Alemania en el campo de la fisión: "Dense prisa. Estamos en la pista".
Mientras estuvo trabajando en el Physikalisch-Technische Reichsanstalt (PTR), tuvo graves problemas como resultado de su hábito de ser un fumador empedernido y padecer una gran angustia si no disponía de tabaco. En papel oficial del PTR, escribió a un fabricante de cigarrillos de Dresde para obtener un kilogramo de tabaco de Macedonia, afirmando que podría extraer agua pesada del tabaco, que por lo tanto era un material "kriegswichtig", es decir, importante para el esfuerzo de guerra. Cuando se hubo fumado el tabaco, escribió otra vez más, pero la carta cayó en manos de un funcionario del PTR, que hizo que fuera despedido. Werner Heisenberg y Carl Weizsäcker vinieron al rescate de Houtermans y le concertaron una entrevista con Walter Gerlach, de la Conferencia de Plenipotenciarios (Bevollmächtiger) para la investigación nuclear alemana bajo el Consejo de Investigación del Reich. Como resultado de esta entrevista, Houtermans se trasladó a Gotinga en 1945, donde Hans Kopferman y Richard Becker consiguieron colocarle en el Institut für Theoretische Physik II, dependiente de la Universidad.
A partir de 1952, Houtermans tomó posesión del cargo de profesor ordinario de física en la Universidad de Berna. Durante su permanencia en Berna, fundó la internacionalmente reconocida Berner Schule, impulsando la aplicación de la radioactividad a la astrofísica, la cosmoquímica y las ciencias de la tierra.

## Vida personal
Houtermans tenía un gran sentido del humor. Muchos de sus conocidos han comentado este aspecto, y uno de sus colegas, Haro von Buttlar, recogió historias de Houtermans en privado y las publicó en un libro con más de 40 páginas. Por ejemplo, sobre un libro de historia que pretende explicar las contribuciones de siete de los científicos más excepcionales del siglo XX (Theodore von Kármán, George de Hevesy, Michael Polanyi, Leó Szilárd, Eugene Wigner, John von Neumann y Edward Teller; todos húngaros), Houtermans opinaba irónicamente que en realidad son marcianos, que temiendo que su acento les delate, se camuflaron como húngaros, es decir, personas incapaces de hablar ningún otro idioma que no sea el húngaro sin acento.
Houtermans estuvo casado cuatro veces. Charlotte fue la primera y la tercera esposa de sus cuatro uniones. Tenían dos hijos, su hija Giovanna (nacida en Berlín, 1932) y su hijo Jan (nacido en Járkov, 1935), y se divorciaron por primera vez en 1943, debido a una nueva ley en Alemania por separación forzada en tiempo de guerra. En febrero de 1944, Houtermans se casó con Ilse Bartz, ingeniera química; trabajaron juntos durante la guerra y publicaron un libro. Houtermans y Ilse tuvieron tres hijos: Pieter, Elsa y Cornelia. En agosto de 1953, de nuevo con Pauli como testigo, Charlotte y Houtermans se casaron nuevamente, pero se divorciaron otra vez en pocos meses. En 1955, se casó con Lore Müller, hermana de su hermanastro, Hans. Ella aportó a su hija de cuatro años de edad al matrimonio, y tuvo con Houtermans un hijo, Hendrik, nacido en 1956.
Houtermans murió de un cáncer de pulmón el 1 de marzo de 1966.

## Eponimia
- El cráter lunar Houtermans lleva este nombre en su memoria.